# Jordi Pàmias
Jordi Pàmias i Grau (Guisona, Lérida, 12 de febrero de 1938) es un escritor español, dedicado principalmente a la poesía.

## Vida
Estudió lenguas románicas en la Universidad de Barcelona con Antoni Badia i Margarit, Martí de Riquer, José Manuel Blecua Perdices y Francesc Marsà. Trabajó como profesor de literatura en la Universidad de Lérida, es socio honorario de la Asociación de Escritores en Lengua Catalana (AELC) y ha recibido numerosos premios literarios, incluyendo, en 1999, la Creu de Sant Jordi.
Publicó su primer libro de poemas, La meva casa, tras ganar el premio Joan Salvat Papasseit en 1969. A lo largo de su carrera, varios de sus poemarios fueron premiados, entre ellos Flauta de sol (premio Carles Riba, 1978), Àmfora negra (premio Vicent Andrés Estellés, 1985) y Narcís i l'altre (Premio Miquel de Palol de poesía, 2001 y premio Josep M. Llompart al mejor libro del año en 2002).
Además de la poesía incursionó en otros géneros literarios como el teatro y el ensayo, destacándose obras como Camí de mort (1979) y Quadern de tres estius (1986).

## Obras
Entre sus obras se destacan las siguientes:

### Poesía
- La meva casa (1972)
- Fantasia per a ús de la gent sàvia i d'altres poemes (1974)
- Cançons de la nit benigna (1975)
- Clam de la neu (1977)
- Flauta del sol (1978) Premio Carles Riba de poesía
- El foc a la teulada. Obra poètica I (1982)
- Lluna d'estiu (1985)
- Àmfora grega (1985) Premio Vicent Andrés Estellés
- La nit en el record. Obra poètica II (1986)
- El camí de ponent (1990)
- L'alegria velada (1992)
- Entre el record i el somni (1992) Premios literarios Ciudad de Palma en la categoría poesía en catalán
- La plana verda (1994)
- La fuga del mil·lenni (2000)
- Narcís i altre (2002) Premio Miquel de Palol de poesía
- Terra cansada (2004) Premio Crítica Serra d'Or de Literatura y Ensayo y Premio de la Crítica de poesía catalana
- Lluna d'estiu (obra poètica III) (2004)
- La nit en el record (obra poètica, II (2006)
- La veu de l'àngel (2009)
- El do de la paraula (obra completa, IV) (2010)
- Incerta vida (2011), antología

### Teatro
- Camí de mort (1979)

### Ensayo
- Quadern de tres estius (1986)
- Joan Barceló. Obra i retrat (1990)
- Des de la foscor: Un dietari dels anys 60 (2007)